# Épeigné-sur-Dême
Épeigné-sur-Dême è un comune francese di 156 abitanti situato nel dipartimento dell'Indre e Loira nella regione del Centro-Valle della Loira.

## Società

### Evoluzione demografica
Abitanti censiti